# 勒万特鲁
勒万特鲁（法語：Le Vintrou，法語發音：[lə vɛ̃tʁu]）是法国奧克西塔尼大區塔恩省的一个市镇，属于卡斯特尔区。

## 地理
勒万特鲁（43°31'28"N, 2°27'44"E）面积11.38 平方千米，位于法国奧克西塔尼大區塔恩省，该省份为法国南部内陆省份，北起顺时针与阿韦龙省、埃罗省、奥德省、上加龙省和塔恩-加龙省接壤。
与勒万特鲁接壤的市镇（或旧市镇、城区）包括：拉斯法亚德、蓬德拉恩、勒里亚莱、圣阿芒瓦尔托雷。

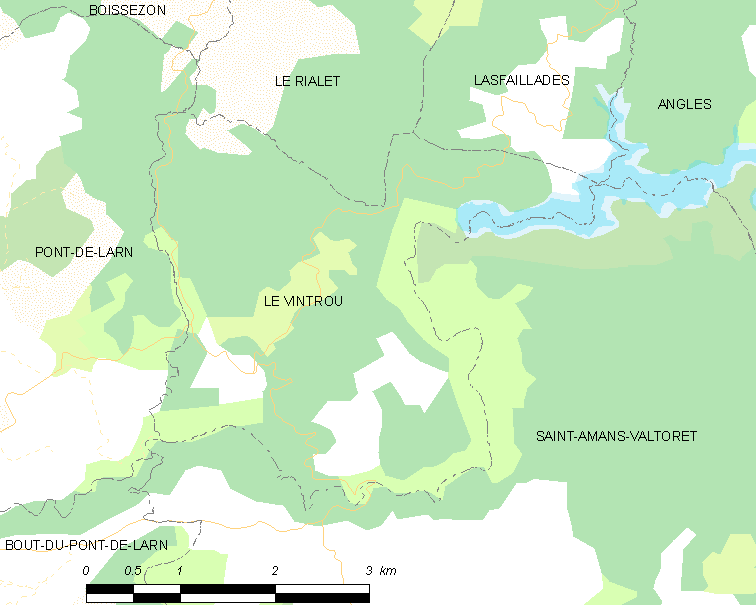
勒万特鲁的OSM定位图

勒万特鲁的时区为UTC+01:00、UTC+02:00（夏令时）。

## 行政
勒万特鲁的邮政编码为81240，INSEE市镇编码为81321。

## 政治
勒万特鲁所属的省级选区为马扎梅第二县。

## 人口

1962-2008年间勒万特鲁人口变化图示

勒万特鲁于2022年1月1日时的人口数量为91人。